# Diszkontáruház
A diszkontáruház a kereskedelmi értékesítőhelyek egyik kategóriája.

## A név eredete
A diszkont elnevezés az angol „discount” szóból származik, melynek jelentése árengedmény.  A diszkontáruház nagybani áron értékesítő raktáráruház, nagykereskedelem, amit manapság sokszor tévesen azonosítanak a külföldi tulajdonú kiskereskedelmi áruház-láncokkal.

## Jellemzői
- korlátozott áruválaszték
- alacsony árak
- gyűjtőcsomagolásos árukihelyezés
- saját márkás termékek
- alacsony dolgozói létszám
- egységes megjelenés (mind a design területén, mind a termékválaszték és kihelyezés területén)
- legelterjedtebb profil: az élelmiszer és háztartás-vegyiáru, valamint promóciós jelleggel non-food termékek.

A diszkontokban a termékeket szállítói, illetve gyűjtőcsomagolásban helyezik ki az eladótérben, oly módon, hogy a gyűjtőcsomagolást „ablakolják”, hogy a vásárlók könnyebben hozzáférhessenek az áruhoz. Ez a munkafolyamat lényegesen egyszerűbb, mint a más értékesítőhelyeken megszokott egyedi termékkihelyezés. A gyűjtőcsomagolásos kihelyezéssel tehát munkaerőt lehet megtakarítani, ami a bérköltségek jelentős csökkentését teszi lehetővé, így a diszkont boltokat alacsonyabb árrésszínvonal alkalmazásával képesek üzemeltetni. Ennek köszönhető a termékek alacsony ára. A diszkontokat az árukihelyezés módja miatt raktáráruházaknak is szokták hívni.